# Moonwalk (boek)
Moonwalk is een autobiografie van de Amerikaanse popzanger Michael Jackson.
Het boek is uitgebracht in 1988, na zijn succesvolle Bad-periode. Het boek is geschreven door Jackson zelf en Jacqueline Kennedy Onassis.

## Inhoud
Jackson kijkt in dit boek terug op zijn kindertijd, waarin hij samen met zijn broers The Jackson 5 vormde, en op zijn leven daarna, waarin hij steeds meer een mythe werd. Hij vertelt in dit boek over zijn carrière, zijn ontmoetingen en vriendschap met andere bekende personen en bestrijdt hij de roddels die de laatste jaren over hem in de pers zijn verschenen. Diverse krantenrecensenten betitelden dit boek als eerlijk en reëel, maar niet opzienbarend. Geïllustreerd met tekeningen van Jackson zelf en veel, wat vaag afgedrukte, zwart-wit foto's.

## Boekgegevens
Jackson, Michael (1988). Moonwalk. uitgegeven door Doubleday. ISBN 0-434-37042-8.